# Argyrocosma argosticta
Argyrocosma argosticta är en fjärilsart som beskrevs av Turner 1904. Argyrocosma argosticta ingår i släktet Argyrocosma och familjen mätare. Inga underarter finns listade i Catalogue of Life.